# Loefgrenianthus
Loefgrenianthus é um género botânico pertencente à família das orquídeas (Orchidaceae). Foi proposto por Hoehne no Boletim do Instituto brasileiro de Sciencias 2: 352 em 1927, baseando sua descrição em sua única espécie Loefgrenianthus blanche-amesiae, antes descrito por Loefgren, que na ocasião subordinou esta espécie ao gênero Leptotes. O nome do gênero é uma homenagem de Hoehne ao autor que primeiro descreveu esta espécie, botânico sueco que chegou a ser diretor do Jardim Botânico do Rio de Janeiro.

## Dispersão
A única espécie de Loefgrenianthus é uma pequena planta epífita, de crescimento subcespitoso e hábito pendente, que vive sob a copa das árvores nas zonas úmidas e mais altas da Mata Atlântica do Rio de Janeiro ao Paraná.

## Descrição
Apresentam longo rizoma, ramoso ou simples revestidos por Baínhas secas imbricadas e caules secundários curtos, pseudobulbosos, enci¬mados por uma só folha elíptico-lanceolada plana comparativamente grande. inflorescência apical uniflora, curta, em regra pendente como a planta, e com a flor tombada.
As flores são relativamente grandes em relação à planta, de segmentos pouco abertos, com sépalas lanceoladas, algumas vezes com ápice recurvado para trás; e pétalas linear-lanceoladas atenuadas para a base, mais estreitas que as sépalas, todas brancas. labelo amarelo concheado, franjado na parte superior, internamente pubescente. A coluna é branca, claviforme, com antera púrpura, contrastando com o restante da flor, e oito polínias.

## Filogenia
Segundo a filogenia de Laeliinae publicada no ano 2000 em Lindleyana por Cássio van den Berg et al., Loefgrenianthus é muito próximo de Leptotes e ambos situam-se entre os clados de Pseudolaelia e Schomburgkia.